# Хайнрих IV фон Харденберг
Хайнрих IV фон Харденберг (на немски: Heinrich IV von Hardenberg;* ок. 1450; † 24 април 1493) е благородник от род Харденберг в Долна Саксония.
Той е син на Хайнрих фон Харденберг († сл. 20 юни 1452) и съпругата му Берта. Внук е на Дитрих фон Харденберг († 1435/1437) и Илза. Правнук е на Хайнрих фон Харденберг († 1408/1409) и Аделхайд фон Лутерберг/Лаутерберг († сл. 1395). Брат е на Дитрих фон Харденберг († 1505), женен за Илза фон Щайнберг († сл. 1468), и на Маргарета фон Харденберг († ок. 1495), омъжена ок. 1470 г. за Дитрих I фон Плесе († 1495). Роднина е на Дитрих фон Харденберг (1465 – 1527), епископ на Бранденбург (1521 – 1526).
От 1219 г. фамилията има името фон Харденберг и живее оттогава в замък Харденберг. Родът е издигнат на имперски граф през 1778 и през 1814 г. на пруски княз и граф.

## Фамилия
Хайнрих IV фон Харденберг се жени 1491 г. за Салома фон Хауз (* ок. 1470; † сл. 1495), дъщеря на Херман II фон Хауз († 1500) и фон Велтхайм (* ок. 1440). Те имат една дъщеря:
- Берта фон Харденберг фон Харденберг (* ок. 1492; † 30 януари 1587), омъжена ок. 1500 г. за Бусо фон Бартенслебен (* ок. 1488; † 1548), внук на Гюнтер фон Бартенслебен (1405 – 1453), и син на Ханс фон Бартенслебен-Волфсбург († 1486) и Армгард фон дер Шуленбург-Беетцендорф († сл. 1492)